# Villaverde-Mogina
Villaverde-Mogina là một đô thị trong tỉnh Burgos, Castile và León, Tây Ban Nha. Theo điều tra dân số 2004 (INE), đô thị này có dân số là 109 người.